# American Ornithologists’ Union

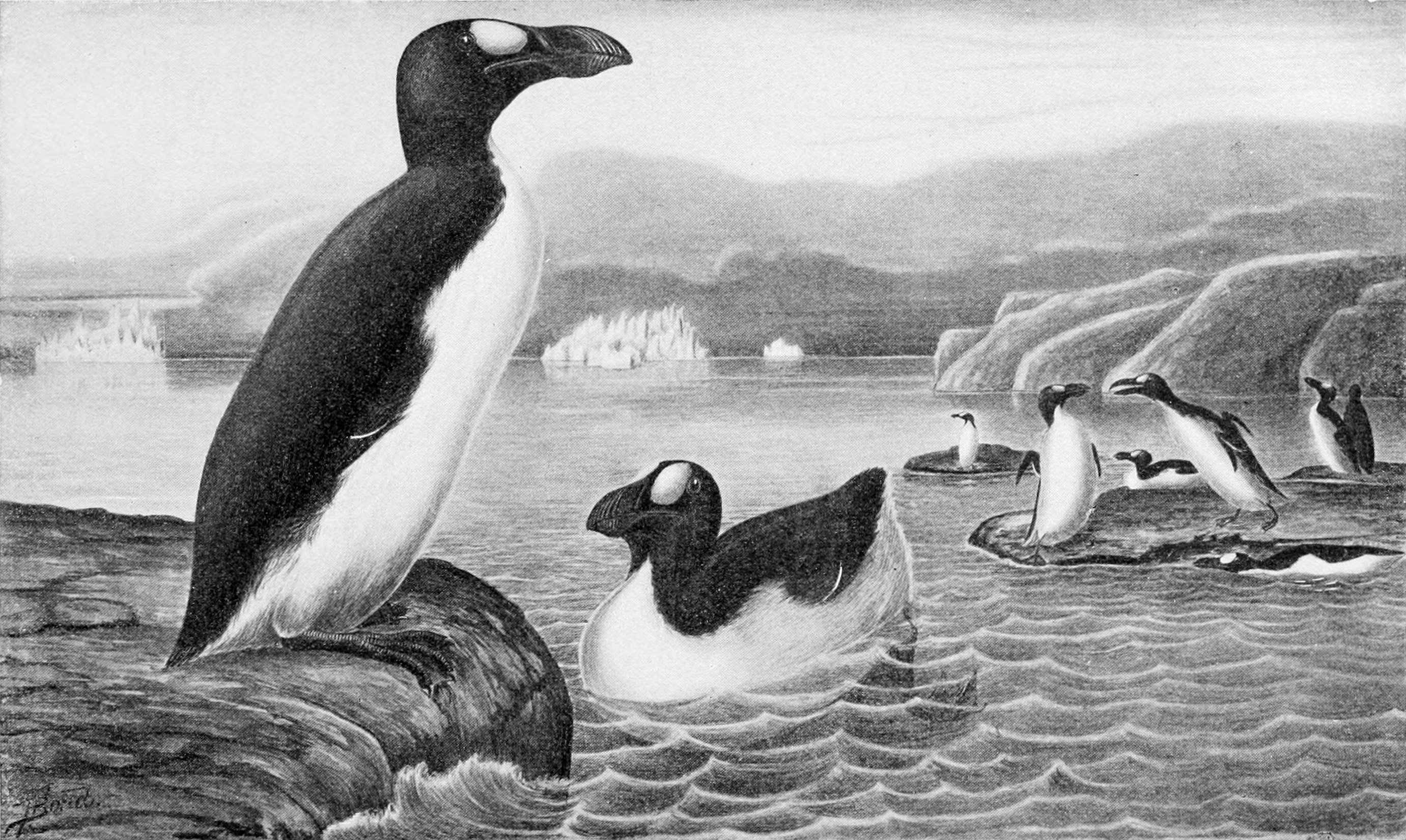
Symbol stowarzyszenia, czyli Alka olbrzymia.

The American Ornithologists’ Union (AOU) (Amerykańska Unia Ornitologiczna) – organizacja ornitologiczna w Stanach Zjednoczonych. W przeciwieństwie do National Audubon Society, jej członkowie są w większości profesjonalnymi ornitologami, rzadziej są nimi obserwatorzy – amatorzy.
Została założona we wrześniu 1883 r. przez Elliotta Couesa, Joela Asapha Allena i Williama Brewstera.
Od stycznia 1884 r. ukazuje się jej kwartalnik – The Auk. Inne znaczące publikacje to m.in.: AOU Checklist of North American Birds (Lista ptaków Ameryki Północnej AOU) i seria monografii Ornithological Monographs.
Przy AOU działa Południowoamerykański Komitet Klasyfikacyjny (South American Classification Committee, SACC), oficjalny komitet specjalizujący się w tworzeniu jednolitej klasyfikacji taksonomicznej, z angielskimi nazwami, dla gatunków ptaków Ameryki Południowej.